# Skeptrostachys arechavaletanii
Skeptrostachys arechavaletanii är en orkidéart som först beskrevs av João Barbosa Rodrigues, och fick sitt nu gällande namn av Leslie Andrew Garay. Skeptrostachys arechavaletanii ingår i släktet Skeptrostachys och familjen orkidéer. Inga underarter finns listade i Catalogue of Life.